# Высотино (Самарская область)
Высотино — поселок в Хворостянском районе Самарской области. Административный центр сельского поселения Соловьёво.

## История
В 1973 г. Указом Президиума ВС РСФСР поселок отделения № 4 совхоза имени Масленникова переименован в Высотино.

## Население
| 2010 |
| ---- |
| 120  |